# Peter Ueberroth
Peter Victor Ueberroth (/ˈjuːbərɒθ/; * 2. září 1937) je americký podnikatel a sportovní funkcionář. Po podnikatelské kariéře v letecké dopravě a cestovním ruchu se proslavil jako úspěšný organizátor Letních olympijských her 1984 v Los Angeles, za což získal zlatý Olympijský řád a byl jmenován Mužem roku časopisu Time za rok 1984. V letech 1984 až 1989 vedl vrcholné baseballové soutěže v USA (funkce zvaná Commissioner of Baseball). Byl rovněž předsedou Olympijského výboru USA.